# Pforten der Nacht
Pforten der Nacht (französisch Les Portes de la nuit) ist ein französisches Filmdrama aus dem Jahre 1946 von Marcel Carné mit Yves Montand, Nathalie Nattier und Serge Reggiani in den Hauptrollen, das in eigener Bildsprache die Zeitumstände im frühen Nachkriegsfrankreich widerzuspiegeln versuchte. Die Geschichte basiert auf dem Ballet Le Rendez-vous von Jacques Prévert, der auch das Drehbuch verfasste. Das Lied Les Feuilles mortes aus dem Film wurde zu einem berühmten Chanson und in der englischen Übersetzung (Autumn Leaves) zu einem Jazzstandard.

## Handlung
In der Endphase des Zweiten Weltkriegs. Paris ist bereits befreit, während weiter im Osten das Kriegsgeschehen seinem Höhepunkt entgegengeht. Im Februar 1945 ist die französische Hauptstadt nicht nur übervoll von alliierten Soldaten und solchen des „Freien Frankreichs“, sondern auch von Kriegsgewinnlern und Spekulanten, ehemaligen Résistancekämpfern und Helden, aber auch von Kollaborateuren und Verrätern, die nun unbedingt unterzutauchen und ihre Schäfchen ins Trockene zu bringen versuchen. Auch der junge, bereits weitgereiste Jean Diego gehört zu diesem bunten Völkchen mit den schillernden Vergangenheiten. Er ist gerade unterwegs nach Barbès-Rochechouart, einem finsteren, ärmlichen Stadtviertel. Auf dem Weg begegnet er einem Landstreicher, der das Schicksal symbolisiert und Diego prophezeit, dass er bald die Frau seines Lebens treffen werde. Am Ziel angekommen will Jean der Ehefrau seines Freundes Raymond Lécuyer die fürchterliche Nachricht von dessen Tod überbringen. Umso überraschter ist Diego, als plötzlich Raymond höchst lebendig vor ihm steht: Er ist nicht tot und hat die Folter der Gestapo überstanden. Diese Tatsache muss gefeiert werden, der Abend zieht sich hin und so verpasst Diego die letzte Métro heimwärts. Man beschließt, Diego im Haus der Lécuyers übernachten zu lassen.
Auf dem Hinterhof des Anwesens lernt Diego die hübsche junge Malou kennen. Sie ist unglücklich mit dem Exzentriker Georges verheiratet, den man als Profiteur des vergangenen Krieges bezeichnen kann. Malou, die sich von Georges scheiden lassen will, kommt gerade von ihrem Vater zurück, dem sie einen letztlich enttäuschend verlaufenen Besuch abgestattet hat. Malou und Diego beginnen miteinander zu flirten, als Diego ein Lachen hört, das ihm vertraut scheint: Es ist die Stimme des Gestapo-Konfidenten Guy, der einst Raymond an die Deutschen verraten hat. Und ausgerechnet dieser Guy ist Malous Bruder! Diego und Raymond beschließen, Guy für seine bösartige Denunziation blutig bezahlen zu lassen und stellen den Deutschenspitzel vor allen bloß. Guy macht sich wie ein getretener Hund von dannen und schwört heimlich Rache. Er trifft auf Georges, der seine abtrünnige Gattin sucht. Guy macht ihm klar, dass Malou ihn, Georges, mit Jean Diego betrügt, überreicht ihm seinen Revolver und verrät ihm, wo er Diego finden kann. Es kommt zu einer dramatischen Begegnung der beiden Männer, bei der jedoch nicht Diego Opfer der Eifersucht des gehörnten Ehemanns wird, sondern Malou. Sie wird von Georges mit dem Revolver ihres Bruders erschossen.

## Produktionsnotizen
Pforten der Nacht, in seinem düsteren Fatalismus einem früheren Werk Carnés, Hafen im Nebel, nicht ganz unähnlich, wurde am 3. Dezember 1946 in Paris uraufgeführt. In Deutschland lief der Film erst Anfang 1949 an.
Raymond Borderie übernahm die Herstellungsleitung. Die Filmbauten stammen von Alexandre Trauner, die Kostüme von Mayo.
Für die beiden Hauptrollen war ursprünglich das damalige Liebespaar Jean Gabin (für den Part des Diego) und Marlene Dietrich (für die Rolle der Malou) vorgesehen, das im selben Jahr in Martin Roumagnac zu sehen gewesen war. Statt Gabin spielt der junge Yves Montand eine seiner ersten Filmrollen. Das Chanson Les Feuilles mortes wird fortan zu seinem festen Gesangsrepertoire gehören und eines der berühmtesten Chansons des 20. Jahrhunderts werden.

## Kritiken
In der Zeit hieß es: „Der heutige französische Spielfilm hat das Stadium des experimentellen Surrealismus seit langem überwunden. In einzelnen Werken noch machen sich Nachwirkungen seiner Einflüsse bemerkbar, in Marcel Carnés „Pforten der Nacht“ (1946) etwa, das zwischen einem Realismus des Lebens und einem Realismus des Traums um das Paris der Nachkriegszeit lyrisch weiche Bilder dichtet.“
Georges Sadoul lobte zunächst Carnés Versuch, „die unnachahmbare Atmosphäre einer Pariser Hochbahnstation einzufangen“, behauptete aber auch, dass Pforten der Nacht „der meistumstrittene Film Marcel Carnés“ gewesen sei und zugleich eines „der charakteristischesten Werke jenes Jahres, als der französische Film sich zwischen verschiedenen Wegen entscheiden musste. Kollaborateure und aus England zurückgekehrte Geschäftemacher verkörpern in diesem Film das Böse mit einer für den Geschmack eines exklusiven Publikums allzu dick aufgetragenen Deutlichkeit“.
Der Filmdienst urteilte: „Ein düsteres Schicksalsdrama, sorgfältig, aber sehr sentimental und nahezu manieristisch inszeniert.“